# گمینا شمکوویتسه
گمینا شمکوویتسه (به لهستانی:  Gmina Siemkowice) یک گمینا در لهستان است که در شهرستان پاینچنو واقع شده‌است. گمینا شمکوویتسه ۹۷٫۴ کیلومتر مربع مساحت و ۵٬۰۱۶ نفر جمعیت دارد.